# Kaspar Capparoni
Gaspare „Kaspar” Capparoni (ur. 1 sierpnia 1964 w Rzymie) – włoski aktor. Odtwórca roli komisarza Lorenza Fabbriego w serialu kryminalnym Komisarz Rex (2008–2011).

## Życiorys
Urodził się i wychowywał w Rzymie jako syn nauczycielki języka niemieckiego i chirurga. Dorastał wraz z młodszą siostrą Cristiną (ur. 1967). Pracował jako model. W wieku osiemnastu lat uczył się aktorstwa w Argentyńskiej Szkole Teatralnej pod kierunkiem Giuseppe Patroni Griffi.
Debiutował na dużym ekranie w filmie kryminalnym fantasy Pełzacze (Phenomena, 1985) u boku Jennifer Connelly. Grał także scenie, m.in. w sztukach Luigi Pirandello – Dziś wieczorem improwizujemy (Questa sera si recita a soggetto, 1986/87) i Sześć postaci scenicznych w poszukiwaniu autora (Sei Personaggi in cerca d’autore, 1997/98) oraz dramacie szekspirowskim Romeo i Julia (1995/96).
Wystąpił m.in. w komedii Carlo Vanziny Powrót Monnezzy (Il ritorno del Monnezza, 2005), serialu Capri (2006) z udziałem Alessio Boni i dramacie Krzysztofa Zanussiego Czarne słońce (Il sole nero, 2007) u boku Valerii Golino.
Zwycięzca włoskiej edycji Tańca z gwiazdami – Ballando con le Stelle (2011r), gdzie jego partnerką była Yulia Musikhina.

## Życie prywatne
W 1992 zawarł związek małżeński z Achraf Ganouchi, z którą ma dwoje dzieci: córkę Sheherezadę (ur. 1994) i syna Josepha Herry’ego (ur. 2002).
W lutym 2003 został aresztowany pod zarzutem znęcania się nad rodziną, porwania oraz zaniedbywania obowiązków rodzicielskich. Ze wszystkich zarzutów został uniewinniony i skazany na zapłatę 300 euro grzywny za zniewagę byłej żony.
W 2010 ożenił się z młodszą o 19 lat Veronicą Anną Maccarone, byłą bileterką programu rozrywkowego Quelli che... Il Calcio, z którą ma syna Alessandro (ur. 2008) i córkę Danielę (ur. 2013).

## Filmografia

### Filmy
- 1985: Lekki wybuch (Colpi di luce)
- 1985: Pełzacze (Phenomena) jako Karl, przyjaciel Sophie
- 1999: Skandal kryminalny (Gialloparma) jako Giulio
- 2002: Zachwycił (Encantado) jako Thomas Grasso
- 2005: Powrót Monnezzy (Il ritorno del Monnezza) jako Avv. Lamantia
- 2007: Czarne słońce (Il sole nero) jako Salvo
- 2020: La COVID Vita jako Michele[5]

### Filmy TV
- 1995: Addio e ritorno jako Francesco
- 2001: Dawny światek (Piccolo mondo antico) jako Rampelli
- 2005: La caccia jako Mario Saracco
- 2005: Komisarz Rex (Rex – L’ultima partita) jako Lorenzo Fabbri

### Seriale
- 2000: Wznowienie (Ricominciare) jako Alex
- 2000: Tequila i Bonetti (Tequila e Bonetti) jako Andrea Naselli
- 2000: La casa delle beffe
- 2001: Zauroczenie 3 (Incantesimo 3) jako Max Rudolph
- 2003: Elisa z Rivombrosy (Elisa di Rivombrosa) jako Gulio Drago
- 2005: Provaci ancora prof! jako Edoardo Sovena
- 2006–2008: Capri jako Massimo
- 2007–2010: Detektyw Donna (Donna Detective) jako Michele Mattei
- 2008–2011: Komisarz Rex (Kommissar Rex) jako Lorenzo Fabbri
- 2009: Il giudice Mastrangelo 3
- 2012: Le tre rose di Eva jako Don Riccardo Monforte
- 2015–2017: Całkowite ujawnienie (Solo per amore) jako Giordano Testa
- 2018: Rosamunde Pilcher: Ostatnia wola naszego ojca (Rosamunde Pilcher: Das Vermächtnis unseres Vaters) jako Timothy